# Pierre Bourgeois (militaire)
 (décembre 2011).
Pour les articles homonymes, voir Pierre Bourgeois et Bourgeois.
Pierre Bourgeois, né à Dole (Jura) le 15 novembre 1848 et mort fusillé à Satory près de Versailles le 28 novembre 1871, est un militaire français de l'Armée de terre et acteur de la Commune de Paris.

## Biographie
Pierre Bourgeois, fils de sabotier s’engage dans l’armée à 18 ans pour une durée de sept ans. Il est incorporé à Lons-le-Saunier le 6 juillet 1867 et rejoint son unité, le 45e régiment d'infanterie de ligne dont l’état-major est basé à Béziers. En 1867 le régiment est transféré à Lyon, il est nommé caporal en 1869. Le 29 avril 1870 il est condamné à 6 mois de prison « pour rébellion envers la force armée agissant pour l’exécution des ordres de l’autorité », avec dégradation à la suite de son comportement lors de l’intervention de son unité au Creusot afin de réprimer  les grèves des ouvriers dans les usines du groupe Schneider, intervention militaire qui causa la mort de 6 ouvriers. Il est incarcéré à la prison militaire de Montpellier. 

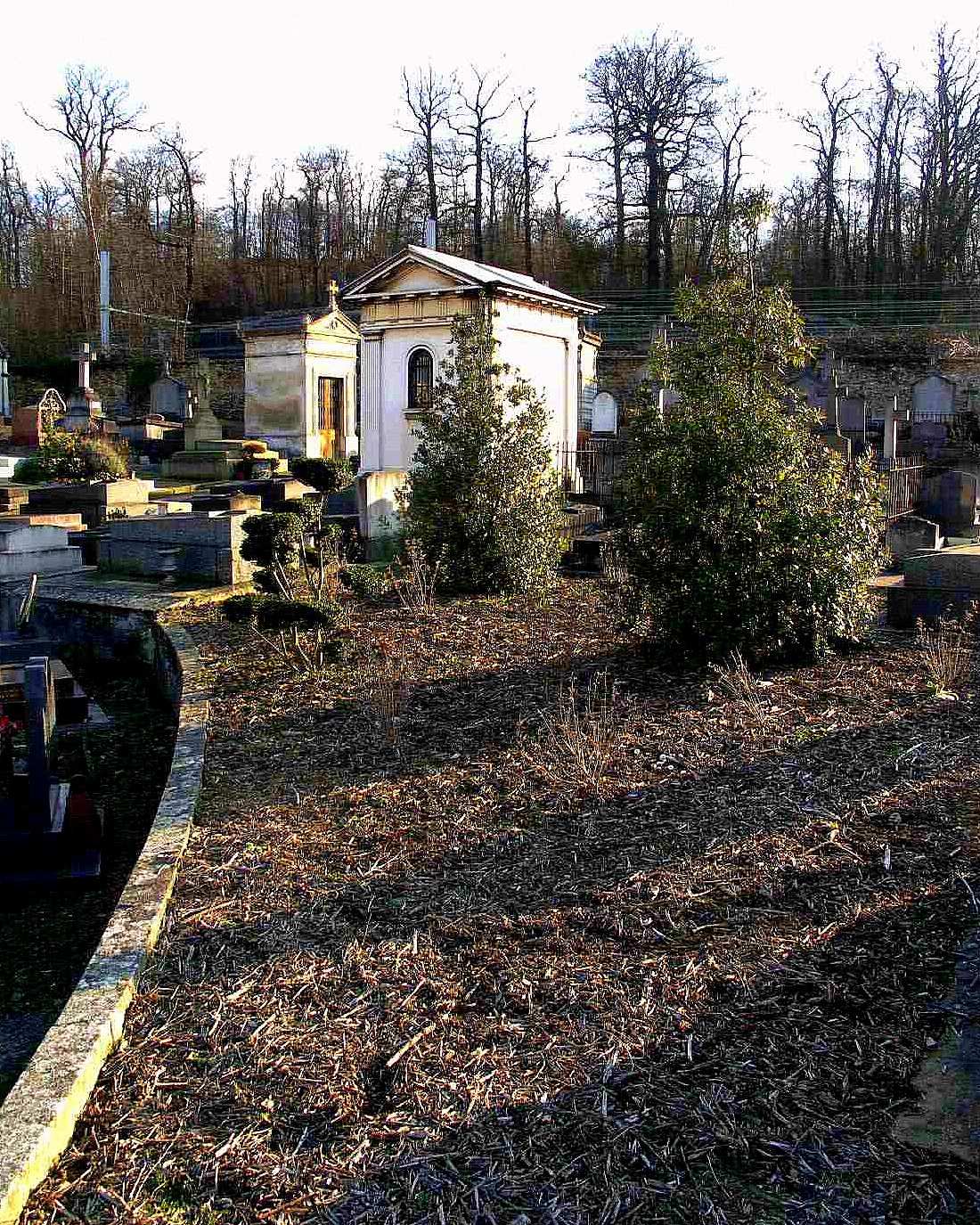
Cimetière Saint-Louis fosse commune

À la suite des besoins en hommes de l’armée de la Loire il est gracié et affecté au 87e régiment d'infanterie de ligne puis transféré au 45e régiment d'infanterie de ligne à Tours. Il participe à des combats pendant l’automne et l’hiver 1870. Il est nommé sergent le 5 janvier 1871. Son régiment est transféré à Paris le 5 mars 1871. Le 11 mars, lors d’une halte à Sèvres, il entre dans un cabaret et refuse d’en repartir. Il regagne son unité le lendemain en état d’ivresse sans ses armes. À la suite d'une rixe avec un capitaine du génie il est incarcéré. Il est en cellule quand éclate le soulèvement du 18 mars 1871. Il ne peut suivre son régiment, il est libéré par les insurgés et se joint à eux. Il prend part à quelques combats contre l'armée de Versailles. Il réussit à sortir de Paris mais il est arrêté le 28 juin à Semur-en-Auxois. 

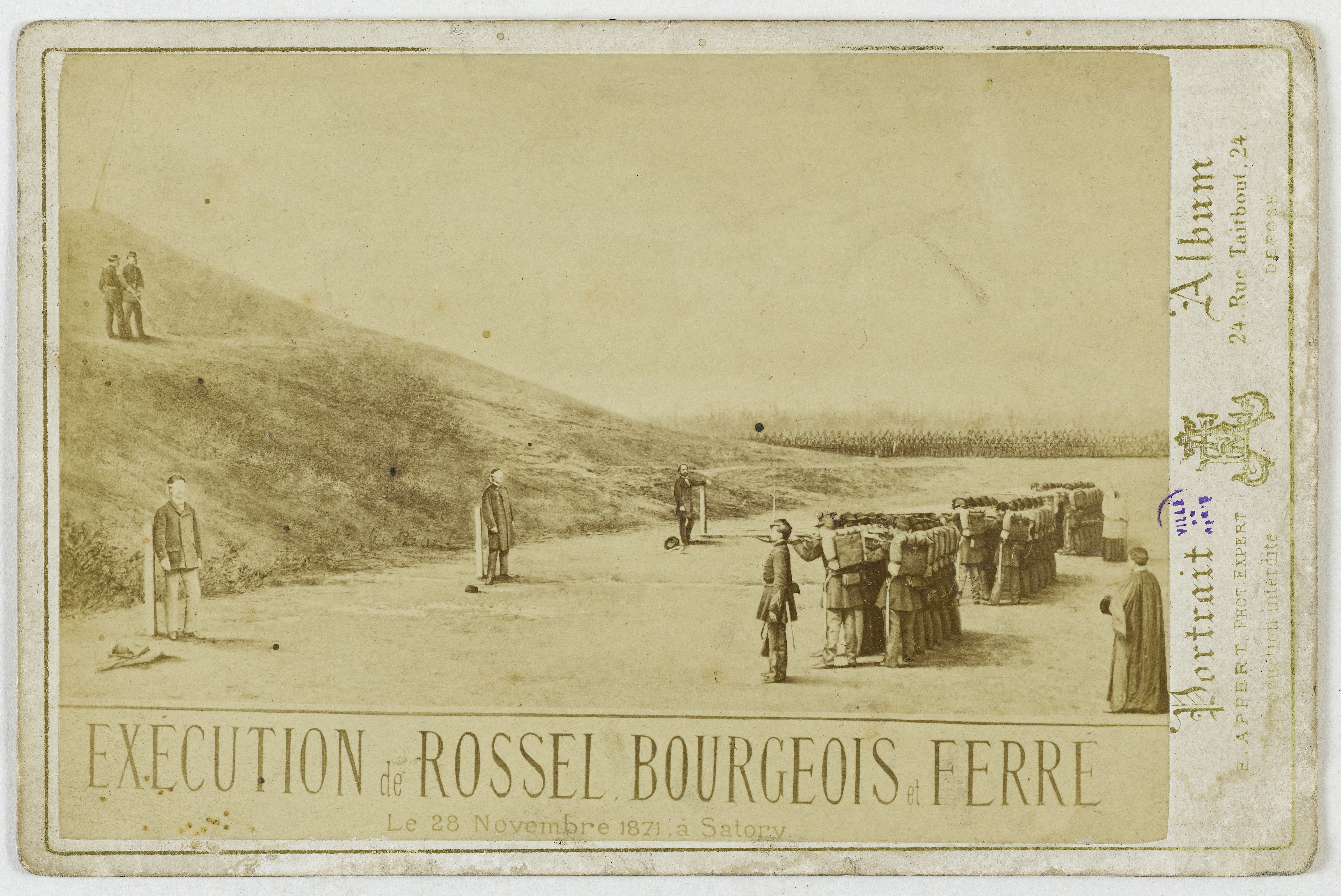
Exécution de Rossel, Bourgeois et Ferré, le 28 novembre 1871 à Satory. Photomontage d'Eugène Appert issu de la série les Crimes de la Commune.

Ramené à Versailles, il est emprisonné, jugé et condamné à mort le 4 septembre 1871. Son recours en grâce est rejeté le 23 novembre. Il est fusillé en même temps que Louis Rossel et Théophile Ferré au camp de Satory à Versailles le 28 novembre. Selon toute vraisemblance, il est inhumé dans une fosse commune au cimetière Saint-Louis de Versailles. Les corps de Rossel et de Ferré furent bientôt réclamés par leurs familles, ce qui ne fut pas le cas de Pierre Bourgeois qui était orphelin.

## Sources
- Le Sergent Bourgeois le « fusillé inconnu » de 1871 Daniel Vasseur et Jean-Pierre Popelier (Généalogie-magazine no 197-298 nov.-décembre 2009)

## Liens
- Portrait de Pierre Bourgeois